# コロラド (戦艦)
|          | |
| 艦歴     | |
| 発注     | 1916年8月29日                                                                                             |
| 起工     | 1919年5月29日                                                                                             |
| 進水     | 1921年3月22日                                                                                             |
| 就役     | 1923年8月30日                                                                                             |
| 退役     | 1947年1月27日                                                                                             |
| 除籍     | 1959年3月1日                                                                                              |
| 性能諸元 | |
| 排水量   | 基準：32,500トン、 満載：33,590トン                                                                       |
| 全長     | 190.20m                                                                                                   |
| 全幅     | 32.92m |
| 吃水     | 9.07m |
| 機関     | 蒸気タービン 4軸: 28,900 shp (22 MW)                                                                      |
| 最大速   | 21ノット                                                                                                  |
| 乗員     | 士官：58名 兵員：1,022名                                                                                  |
| 兵装     | 45口径40.6cm砲：8門 51口径12.7cm砲：8門 38口径12.7cm砲：8門 56口径40mm対空砲：36門 70口径20mm対空砲：43門 |

コロラド (USS Colorado, BB-45) は、アメリカ海軍の戦艦。コロラド級のネームシップ。艦名はコロラド州にちなむ。この名を持つ艦としては3隻目。ワシントン海軍軍縮条約では未成廃艦になる予定だったが日本が「陸奥」の保有を強硬に主張したため、これを認める条件として建造が続行された。
愛称は「荒馬」（Buckin’ Bronco）。

## 艦歴

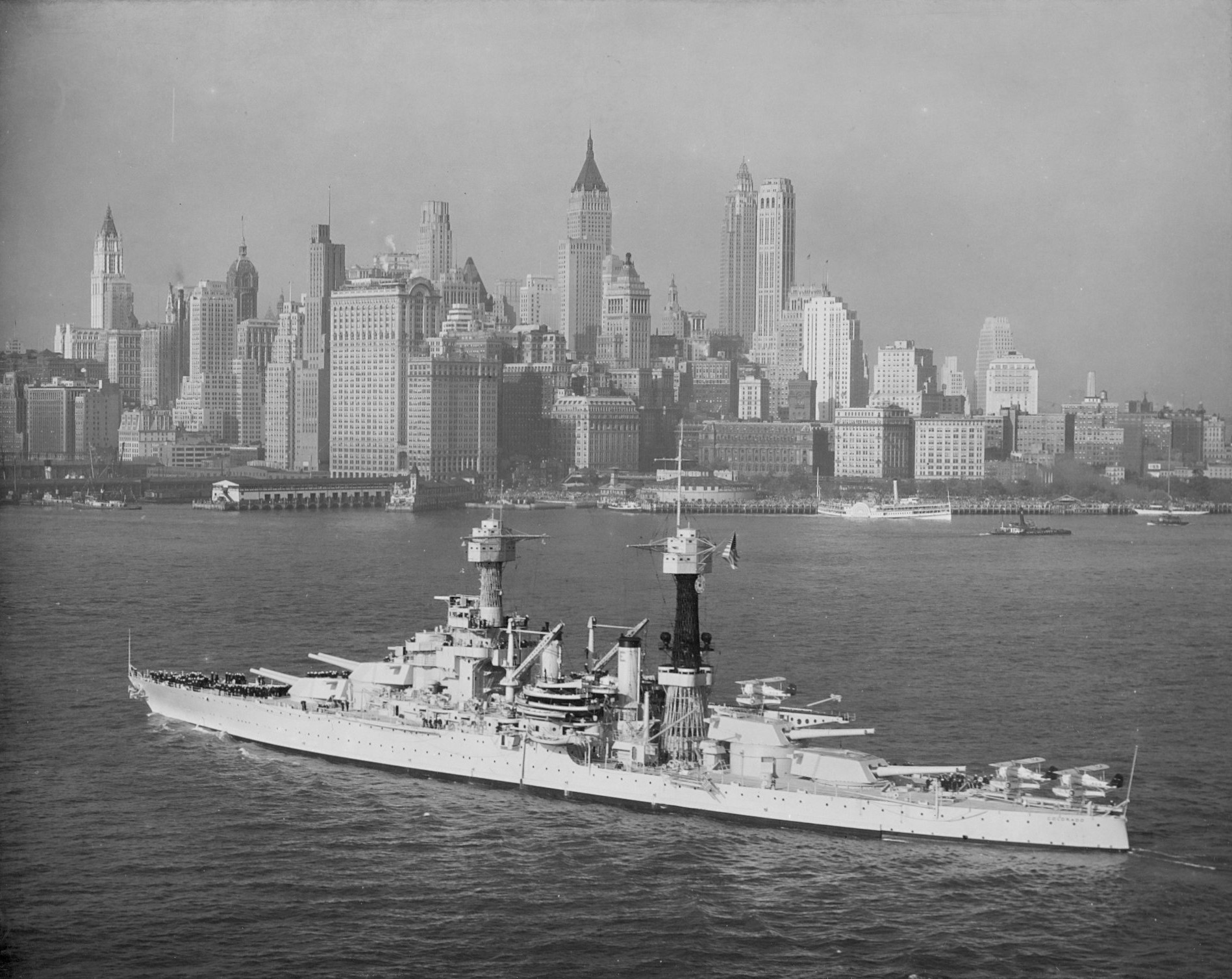
ニューヨークの摩天楼と「コロラド」（1932年）

「コロラド」は1919年5月29日にニュージャージー州カムデンのニューヨーク造船所で起工され、1921年3月22日にM・メルヴィル夫人により命名、進水。1923年8月30日に初代艦長R・R・ベルナップ大佐の指揮下就役した。
「コロラド」は1923年12月29日にニューヨークを出航し、処女航海はイギリスのポーツマスに向けて行われた。フランスのシェルブール、ヴィルフランシュ、イタリアのナポリ、ジブラルタルに寄港し、ニューヨークには1924年2月15日に帰還した。修理および最終テストの後、7月11日に西海岸に向かい、1924年9月15日にカリフォルニア州サンフランシスコに到着した。
1924年から1941年まで「コロラド」は太平洋で様々な艦隊演習や記念式典に参加し、東海岸に帰還またはカリブ海での訓練に参加した。1925年には6月8日から9月26日にかけてサモア、オーストラリア、ニュージーランドを訪問している。1933年3月10、11日にはカリフォルニア州ロングビーチで震災支援を行い、1937年6月11日から7月22日まで行われた海軍予備役士官の訓練巡航の間には行方不明になったアメリア・イアハートの捜索を支援している。
1941年1月27日から「コロラド」は真珠湾を母港とし、ハワイの訓練水域で6月25日まで艦隊演習を行った。その後オーバーホールのためピュージェット・サウンド海軍工廠へ向かい、1942年3月31日まで補修を受けた。これにより「コロラド」は真珠湾攻撃を免れ、太平洋艦隊で唯一健在な戦艦となった。

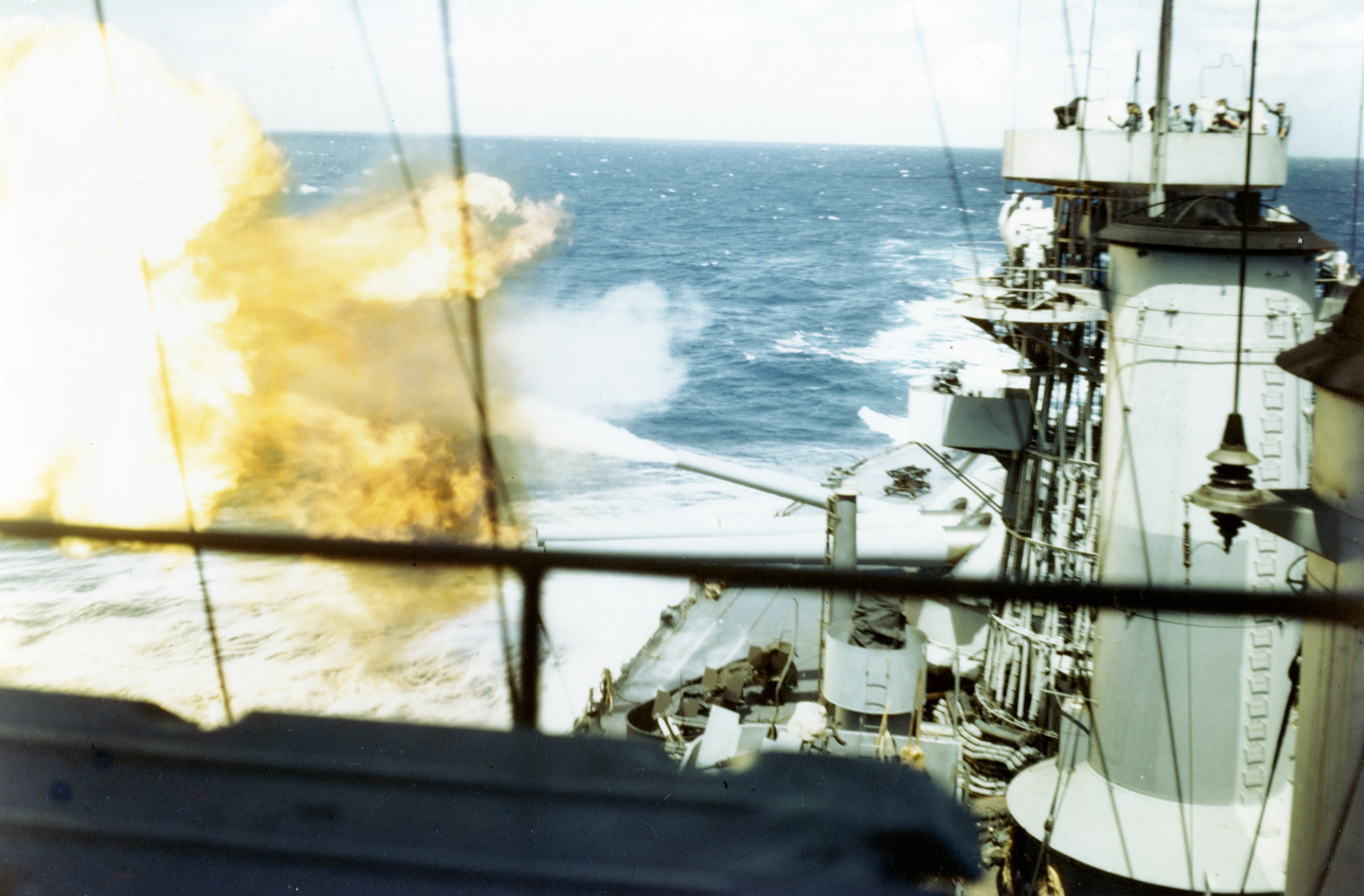
タラワの戦いで主砲を放つ「コロラド」（1943年11月）

西海岸での訓練後に「コロラド」は1942年8月14日に真珠湾に戻り、戦闘準備を完了した。日本軍の動きに対応して「コロラド」は1942年11月8日から1943年9月17日までフィジー、ニューヘブリディーズ諸島近海で活動した。10月21日には配置換えを受け、タラワ諸島侵攻での上陸火力支援を行い、1943年12月7日に帰還した。西海岸での整備後、1944年1月21日にハワイのラハイナ水道に戻り、翌日マーシャル諸島侵攻作戦の任務を割り当てられた。2月23日までクェゼリン環礁およびエニウェトク環礁へ支援砲撃を行った後、ピュージェット・サウンド海軍工廠へ向かいオーバーホールを受けた。
サンフランシスコでマリアナ諸島へ向かう別の部隊と合流した「コロラド」は1944年5月5日に出航。真珠湾、クェゼリン環礁を経由し、6月14日からサイパン、グアム、テニアン島で支援砲撃任務に従事した。テニアンの戦いでは、7月24日に「コロラド」は沿岸砲（日本海軍第56警備隊小川砲台の6インチ砲）から22発の命中弾を受け、43名の乗員が死亡し198名が負傷した

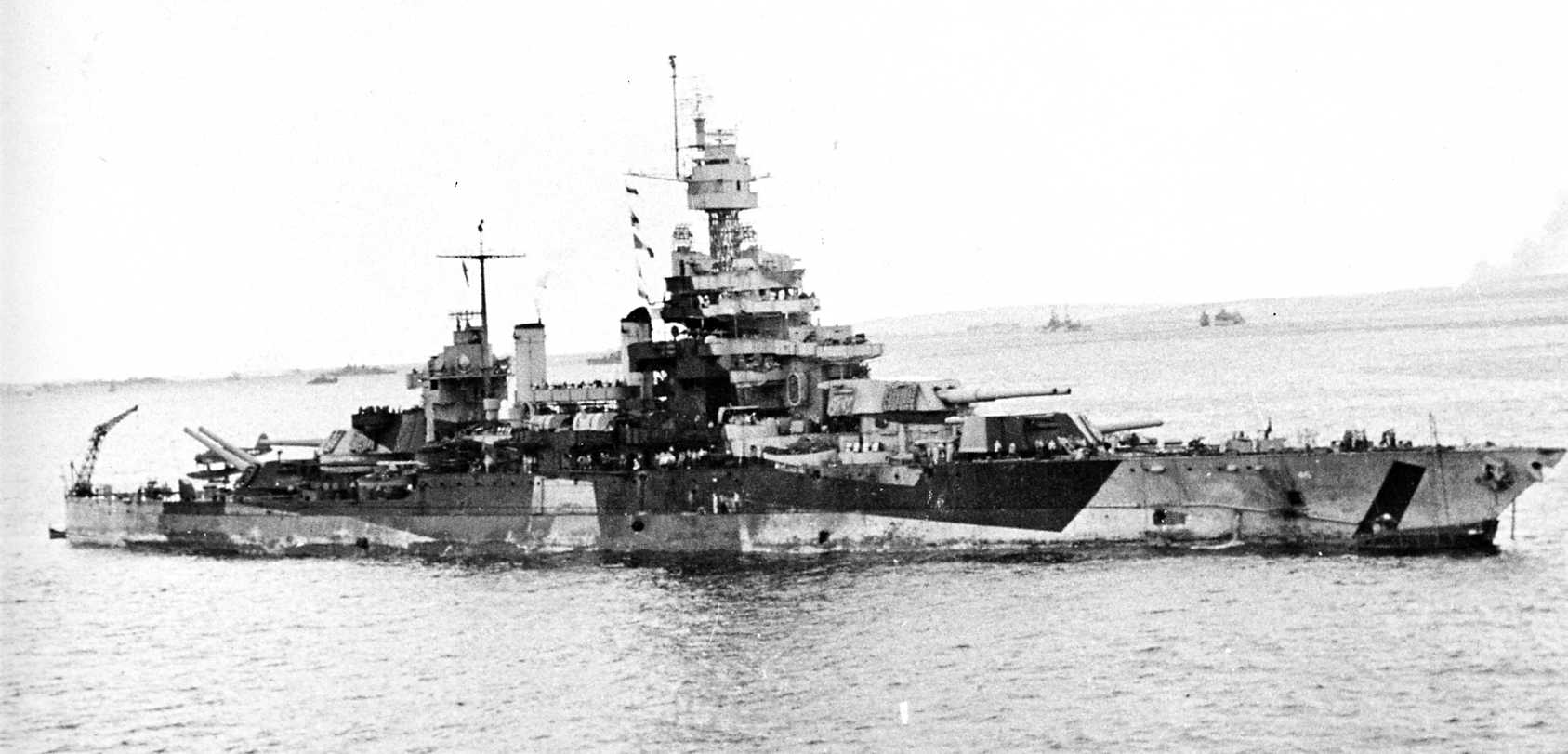
テニアン島での戦闘により損傷したコロラド。船体に損傷孔が確認できる

8月3日まで地上部隊の支援を継続した。「コロラド」は西海岸で損傷を補修した後、1944年11月20日にレイテ湾に到着し、沿岸から地上部隊の支援を行った。11月27日、陸軍特別攻撃隊八紘隊の一式戦「隼」2機が「コロラド」に突入。19名が死亡、72名が負傷し、船体にも損傷を負った。「コロラド」は12月12日及び17日にミンドロ島へ砲撃を行った後、マヌス島で応急修理を行った。1945年の元日にルソン島へ戻り、リンガエン湾で地上侵攻前の艦砲射撃に参加した。1月9日、友軍の誤射により上部構造を破損。18名が死亡し51名が負傷した。

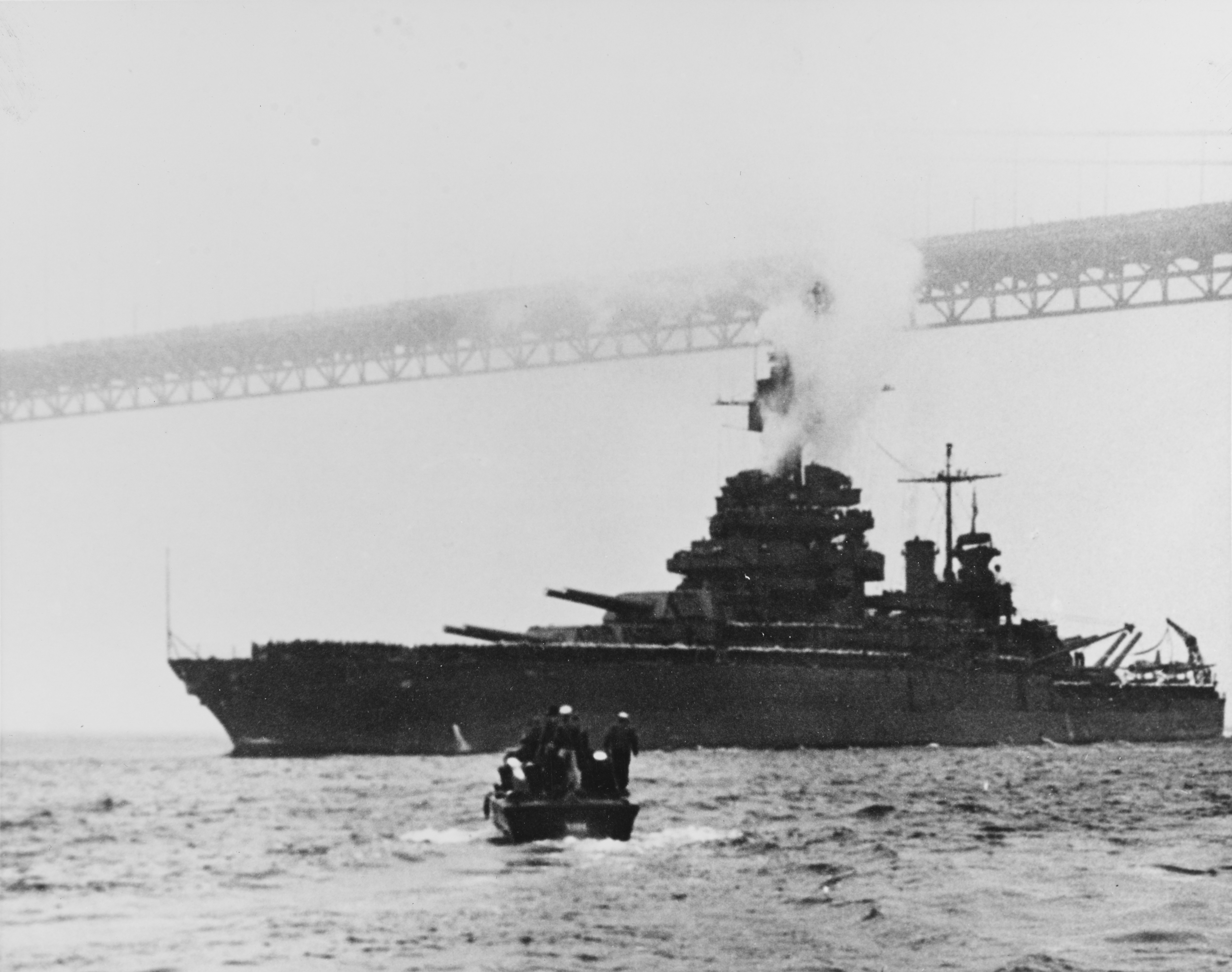
戦後の1945年10月15日にサンフランシスコ湾へ入港した「コロラド」

ウルシー泊地での補給後、「コロラド」は1945年3月25日に沖縄侵攻前の慶良間列島に対する艦砲射撃に参加した。5月22日まで火力支援を継続し、その後レイテ湾に向かった。
「コロラド」は1945年8月6日に占領下の沖縄へ到着し、終戦後は占領業務に従事。8月27日には厚木飛行場への占領部隊空輸の支援を行った。1945年9月20日に東京湾を出航し、サンフランシスコに10月15日に到着、シアトルへ向かい10月27日には海軍記念日の記念式典に参加した。その後マジック・カーペット作戦に加わり真珠湾から三度の往復で6,357名の兵士を帰国させた。「コロラド」はピュージェット・サウンド海軍工廠で不活性化され、1947年1月7日に予備役となった。1959年3月1日に除籍され、1959年7月23日にスクラップとして売却された。
「コロラド」の艦内時鐘はコロラド大学の大学記念センターに展示されている。
「コロラド」は第二次世界大戦の戦功により7個の従軍星章を受章した。